# Піонерська (станція МДЗ)
Піонерська — тупикова станція Малої Донецької залізниці. Розташована у центрі міста Донецька, у парку імені Ленінського комсомолу.
Станція «Піонерська» обладнана системою електричної централізації стрілок та сигналів ЕЦ-ЕМ.
Керування пристроями здійснюється за допомогою пульта ДСП (АРМ ДСП).
У релейній розташовано:
- стативи з релейною автоматикою станції Піонерська
- шафа «УВК-РА» (Керуючий Обчислювальний комплекс), через яку здійснюється вся система СЦБ станції Піонерська.

## Рух поїздів
Станція працює в літній період з 1 травня до кінця вересня у вихідні та свята.
На станцію Піонерська поїзди прибувають з парними номерами, а після перечеплення локомотива поїздам присвоюється непарний номер, з яким він вирушає відповідно в непарному напрямку — на станцію Шахтарська.
| № поїзда  | Час відправлення | Час прибуття |
| --------- | ---------------- | ------------ |
| 17/18     | 10:30            | 11:00        |
| 141/142   | 11:15            | 11:45        |
| 6001/6002 | 12:00            | 12:30        |
|           | Перерва          |              |
| 6003/6004 | 13:30            | 14:00        |
| 31/32     | 14:15            | 14:45        |
| 297/298   | 15:00            | 15:30        |